# Cementiri del Mont de les Oliveres
El cementiri del Mont de les Oliveres (en anglès Mount Olivet Cemetery) és un cementiri històric situat al 1300 Bladensburg Road, NE, a Washington DC és mantingut per l'Arquebisbat Catòlic de Washington.

## Personalitats enterrades
- George W. Harvey (1840-1909), restaurador de Washington
- James Hoban (1758-1831) Original arquitecte de la Casa Blanca, fundador Mestre de Lògia Federal N º 1
- John M. Lloyd (1845-1892), conspirador d'assassinat de Lincoln
- Joseph McKenna (1843-1926), jutge de la Cort Suprema dels EUA
- William Christopher O'Hare (1867-1946), compositor, orquestrador, organista
- Mary Surratt (1823-1865), conspiradora de l'assassinat de Lincoln
- Henry Wirz (1822-1865), oficial de la Confederació
- Robert Wynne (1851-1922), Cap de Correus dels Estats Units